# Ectopoides detritus
Ectopoides detritus là một loài tò vò trong họ Ichneumonidae.